# Pingguo
Pingguo är en stad på häradsnivå i Baises stad på prefekturnivå i den autonoma regionen Guangxi i sydligaste Kina.